# Parlement van de Duitstalige Gemeenschap (samenstelling 2009-2014)
Dit is de samenstelling van het Parlement van de Duitstalige Gemeenschap voor de legislatuurperiode 2009-2014.
Het Parlement van de Duitstalige Gemeenschap telt 25 rechtstreeks gekozen leden. Bovendien zijn er ook leden met raadgevende stem: zij mogen vergaderingen bijwonen, maar mogen niet deelnemen aan stemmingen of initiatieven nemen. Dit is een onbepaald aantal en kan dus per legislatuur variëren. Deze leden met raadgevende stem zijn de Duitstalige provincieraadsleden van de provincie Luik en Duitstalige leden van de Kamer, de Senaat, het Waals Parlement en het Europees Parlement.
Deze legislatuur volgde uit de Duitstalige Gemeenschapsraadverkiezingen van 7 juni 2009 en ging van start op 30 juni 2009. De legislatuur liep ten einde op 6 mei 2014.
Tijdens deze legislatuur was de regering-Lambertz III in functie, die steunde op een meerderheid van SP, ProDG en PFF. De oppositiepartijen zijn dus CSP, Ecolo en Vivant.

## Samenstelling
| Fractie | Fractie | Zetels |
| ------- | ------- | ------ |
|         | CSP     | 7      |
|         | SP      | 5      |
|         | PFF     | 4      |
|         | ProDG   | 4      |
|         | Ecolo   | 3      |
|         | Vivant  | 2      |

## Lijst van de parlementsleden
| Volksvertegenwoordiger     | Partij | Opmerkingen |
| -------------------------- | ------ | --- |
| Pascal Arimont             | CSP    | Voorzitter van de CSP-fractie. Secretaris vanaf 13 september 2009. |
| Patricia Creutz-Vilvoye    | CSP    | Secretaris tot 13 september 2009. Vanaf 13 september 2009 ondervoorzitter. |
| Herbert Grommes            | CSP    | |
| René Chaineux              | CSP    | Vervangt vanaf 28 juni 2010 Christian Krings, die voltijds burgemeester van Sankt Vith wordt. |
| Luc Frank                  | CSP    | Vervangt vanaf 26 oktober 2009 Joseph Maraite, die voltijds burgemeester van Burg-Reuland wordt. Maraite was ondervoorzitter tot 13 september 2009. |
| Patrick Meyer              | CSP    | Voorzitter van de commissie Cultuur. |
| Erwin Franzen              | CSP    | Vervangt vanaf 21 januari 2013 de overleden Gabriele Thiemann-Heinen, die van 30 juni 2009 tot 20 januari 2013 Mathieu Grosch verving. Grosch verkoos om in het Europees Parlement te zetelen. |
| Charles Servaty            | SP     | Voorzitter van de SP-fractie en voorzitter van de commissie Gezondheid en Sociale Zaken. Ondervoorzitter vanaf 1 februari 2010. |
| Kirsten Neycken-Bartholemy | SP     | Vervangt vanaf 21 januari 2013 Nadine Rotheudt, die schepen van Kelmis wordt. Rotheudt verving van 30 juni 2009 tot 20 januari 2013 Karl-Heinz Lambertz, die minister in de Duitstalige Gemeenschapsregering wordt. |
| Louis Siquet               | SP     | Tot 1 februari 2010 parlementsvoorzitter en voorzitter van de commissie Algemene Politiek, Lokale Besturen, Petities, Financiën en Samenwerking. |
| Berni Schmitz              | SP     | Vervangt vanaf 19 maart 2012 Jean-Luc Velz, die bestuurder bij de publieke omroep BRF wordt. Velz verving van 21 september 2010 tot 18 maart 2012 Erwin Klinkenberg, die om persoonlijke redenen ontslag nam. Klinkenberg verving zelf van 30 juni 2009 tot 20 september 2010 Edmund Stoffels, die verkoos om in het Waals Parlement te zetelen.                               |
| Resi Stoffels              | SP     | Secretaris. |
| Jenny Baltus-Möres         | PFF    | Vervangt vanaf 21 januari 2013 de overleden Ferdel Schröder. Schröder was tot 1 februari 2010 ondervoorzitter en voorzitter van de PFF-fractie en daarna was hij van 1 februari 2010 tot 3 januari 2013 parlementsvoorzitter en voorzitter van de commissie Algemene Politiek, Lokale Besturen, Petities, Financiën en Samenwerking.                                           |
| Heinz Keul                 | PFF    | Vervangt vanaf 25 oktober 2010 de overleden Berni Collas. Daarvoor was hij van 30 juni 2009 tot 24 oktober 2010 als provincieraadslid van Luik lid met raadgevende stem van het parlement. |
| Emil Dannemark             | PFF    | Vervangt vanaf 30 juni 2009 Kattrin Jadin, die verkiest om in de Kamer van volksvertegenwoordigers te blijven zetelen. Vanaf 1 februari 2010 voorzitter van de PFF-fractie. |
| Alexander Miesen           | PFF    | Vervangt vanaf 25 juni 2012 Hans-Dieter Laschet, die voltijds burgemeester van Raeren wordt. Laschet verving van 30 juni 2009 tot 24 juni 2012 minister in de Duitstalige Gemeenschapsregering Isabelle Weykmans. Miesen is vanaf 21 januari 2013 parlementsvoorzitter en voorzitter van de commissie Algemene Politiek, Lokale Besturen, Petities, Financiën en Samenwerking. |
| Freddy Cremer              | ProDG  | Vervangt vanaf 17 januari 2011 Gerhard Palm, die op pensioen gaat. Palm verving van 30 juni 2009 tot 31 december 2010 minister in de Duitstalige Gemeenschapsregering Harald Mollers en was gedurende die termijn ook voorzitter van de ProDG-fractie. Freddy Cremer was vanaf 17 januari 2011 voorzitter van de commissie Onderwijs, Opleiding en Werkgelegenheid.            |
| Lydia Klinkenberg          | ProDG  | Ondervoorzitter. |
| Petra Schmitz              | ProDG  | Vervangt vanaf 30 juni 2009 Oliver Paasch, die minister in de Duitstalige Gemeenschapsregering wordt. |
| Alfons Velz                | ProDG  | Tot 17 januari 2011 voorzitter van de commissie Onderwijs, Opleiding en Werkgelegenheid. Vanaf 17 januari 2011 voorzitter van de ProDG-fractie. |
| Franziska Franzen          | Ecolo  | Voorzitter van de Ecolo-fractie. |
| Roswitha Arens             | Ecolo  | |
| Karl-Heinz Braun           | Ecolo  | Ondervoorzitter. |
| Michael Balter             | Vivant | Voorzitter van de Vivant-fractie. |
| Alain Mertes               | Vivant | Vervangt vanaf 30 juni 2009 Gabriele Kringels, die beslist om niet te zetelen. |

## Leden met raadgevende stem
| Naam                   | Partij | Opmerkingen |
| ---------------------- | ------ | --- |
| Mathieu Grosch         | CSP    | Zetelt in het Europees Parlement. |
| Daniel Franzen         | CSP    | Zetelt in de provincieraad van Luik. Vervangt vanaf 19 november 2012 Denis Barth. |
| Anne Marenne-Loiseau   | CSP    | Zetelt in de provincieraad van Luik. Marenne-Loiseau neemt op 19 november 2012 ontslag en wordt niet meer vervangen. |
| Edmund Stoffels        | SP     | Zetelt in het Waals Parlement. |
| Alfred Ossemann        | SP     | Zetelt in de provincieraad van Luik. Vervangt vanaf 19 november 2012 Joseph Barth. |
| Evelyn Jadin           | PFF    | Zetelt in de provincieraad van Luik. Vervangt vanaf 19 november 2012 Balduin Lux. |
| Caroline Margrève      | PFF    | Zetelt in de provincieraad van Luik. Verving van 25 oktober 2010 tot 19 november 2012 Heinz Keul, die rechtstreeks gekozen lid van het Parlement van de Duitstalige Gemeenschap werd. Margrève zelf wordt niet meer vervangen. |
| Kattrin Jadin          | PFF    | Zetelt in de Kamer van volksvertegenwoordigers. |
| Freddy Mockel          | Ecolo  | Zetelt in de provincieraad van Luik. Vervangt vanaf 19 november 2012 Roger Huppermans. Huppermans verving van 23 februari 2012 tot 18 november 2012 Marlene Bongartz-Kaut, die ontslag nam als provincieraadslid.              |
| Monika Dethier-Neumann | Ecolo  | Zetelt in het Waals Parlement. |
| Claudia Niessen        | Ecolo  | Zetelt in de Senaat (als rechtstreeks verkozen senator). Niessen is lid met raadgevende stem van 21 september 2010 tot 14 januari 2013, toen haar mandaat van senator eindigde.                                                |